# Красицька Катерина Григорівна
Красицька Катерина Григорівна (20 листопада (2 грудня) 1804, с. Кирилівка, тепер село Шевченкове Звенигородського району Черкаської області — 11 (23) липня 1848, с. Зелена Діброва, тепер Городищенського р-ну Черкаської обл.) — старша сестра і нянька Тараса Шевченка. З нею Тарас ходив до Мотронинського монастиря, бував у Чигирині. У повісті «Княгиня» поет залишив про сестру теплі спогади.
29 січня (10 лютого) 1823 року вийшла заміж за Антона Красицького — селянина-кріпака села Зеленої Діброви, у якому Тарас її часто відвідував.
Катерина народила дванадцятеро дітей: Олену, Федору, Феодосія, Соломію, Степана, Семена, Ганну, Марію, Федора, Якима, Максима і Тетяну, з яких живими залишилось лише четверо — Яким, Степан, Максим і Федора.
Сестра поета мала хист до малювання. Шевченко відвідував її 1843-го та у вересні 1845 року. Згадував у листах до брата Микити. 
Померла в 44 роки в один рік з чоловіком та наймолодшою дочкою Тетяною під час епідемії холери 1848 року.

## Нащадки
- Фотій Степанович Красицький (син Степана) — художник і педагог.
- Дмитро Филимонович Красицький (внук Якима) — письменник.

## Вшанування пам'яті
У Зеленій Діброві, на місці, де стояла хата, у якій мешкала Катерина, встановлено пам'ятний знак; також у селі їй встановлено пам'ятник.

Місце, де стояла хата
Пам'ятник